# Cultura de Ecuador
La cultura de Ecuador, se refiere principalmente a las prácticas culturales observables de sus habitantes. La diversidad étnica y regional del Ecuador debe ser tomada en cuenta al analizar su cultura. Étnicamente, esto está marcado por la presencia de mestizos, indígenas, afroecuatorianos y blancos; así como regiones como la costa, la montaña, el este y la región insular, todas con especificidades muy ricas. Aunque existe un patrimonio cultural común a todos.

## Geografía
En la sierra es la región donde se concentran la mayoría de volcanes y nevados en la sierra ecuatorial, y que continúan hacia Colombia.
En los Andes del sur en esta región se diferencian del resto ya que no solo existe la cordillera occidental y oriental que corren en paralelo sino adicionalmente está la cordillera del cóndor. Esto hace que la relación con la amazonía esté un poco más distante. En la región del Río Guayas, su cuenca y el Golfo de Guayaquil se concentran la mayoría de ríos navegables del litoral ecuatoriano y que por lo tanto comunican al continente con el Pacífico como son: Guayas, Babahoyo, Daule, Vinces, Puebloviejo, Zapotal Yahuachi, etc. Además, la cuenca del río se extiende de manera paralela a los Andes lo que le permite controlar el corazón del litoral Ecuatoriano. Es además afectado frecuentemente por inundaciones y periódicamente por el fenómeno del niño. En manabí cuenta además con una de las playas más visitadas de Ecuador. Es considerada la provincia verde porque su abundante vegetación es producto de que comparte el bioma con el chocó del pacífico colombiano. El relieve de la Amazonía está conformado por una serie de colinas que se originan en forma de sierra en los Andes orientales y descienden hasta la llanura del Amazonas. En su recorrido recibe aguas de los ríos Coca, Aguarico y Curaray. Y también en la cuenca del Río Pastaza: nace con el nombre de río Cutuchi y Patate, desemboca en el río Marañón. Las islas Galápagos son la segunda reserva marina más grande del planeta fueron declaradas Patrimonio de la Humanidad en 1978 por la Unesco. El archipiélago tiene como mayor fuente de ingresos el turismo y recibe 200 000 turistas al año. También se ha desarrollado el turismo ecológico con el fin de preservar las especies.

## Educación
Los niveles de educación en Ecuador son el resultado de un proceso histórico, social y político, que ha buscado responder a las necesidades, demandas y expectativas de la población ecuatoriana, así como a los desafíos y oportunidades del contexto nacional e internacional.

## Literatura
Cuenca ha sido llamada la Atenas de Ecuador por esta razón, debido a la cantidad de autores importantes que dio en el siglo XIX: Vicente Solano, Hermano Miguel, Julio María Matovelle, Remigio Crespo Toral, entre otros. A este último lo coronarían como el poeta nacional de Ecuador en una ceremonia nacional que reconocería su amplia trayectoria y su obra prolífica tanto en prosa como en verso que fue después editada en un total de 12 tomos de sus obras completas.
Además es la ciudad natal de César Dávila Andrade, uno de los mayores poetas de Ecuador que destacaría tanto en la poesía, el cuento y los ensayos. Sería reconocido por la crítica literaria en la segunda mitad del siglo XX, en específico por Jorge Enrique Adoum y Miguel Donoso Pareja. 
Por su parte Loja fue importante gracias a autores como Benjamín Carrión, quien fundaría la Casa de la Cultura Ecuatoriana, siendo uno de los más importantes ensayistas del siglo pasado de Ecuador. Además destacaría Pío Jaramillo Alvarado, Pablo Palacio, Miguel Riofrío y Ángel Felicísimo Rojas, Eliécer Cárdenas. 
San Juan de Ambato , una ciudad en el centro de Ecuador, es conocida como la "Ciudad de los tres Juanes", con Juan Montalvo (novelista y ensayista), Juan León Mera (autor de la letra del himno nacional de Ecuador y " Salve, Oh Patria "), y Juan Benigno Vela (otro novelista y ensayista) todos compartiendo como lugar de nacimiento. Otros escritores importantes incluyen Eugenio Espejo, de la Quito colonial, cuyas obras inspiraron la lucha por la libertad de España en Ecuador y tocaron varios temas, el novelista y poeta Horacio Hidrovo Velásquez, de Manabí de principios de siglo, cuyas obras han inspirado películas. Uno de los autores más importantes al respecto fue Medardo Ángel Silva. Uno de sus poemas, El Alma en los labios, sería musicalizado y se convirtió en uno de los pasillos tradicionales de Ecuador. Por otro lado dentro de los escritores destacados se encuentran primero los miembros del grupo de Guayaquil: José de la Cuadra, Joaquín Gallegos Lara Demetrio Aguilera Malta y Alfredo Pareja. A esto complementan escritores como Jorge Velasco Mackenzie, Mónica Ojeda, Solange Rodríguez. La literatura siempre fue importante aquí, cuna del primer poeta de Ecuador, Antonio de Bastidas y también del mayor poeta de la colonia Juan Bautista Aguirre. Siguiendo en esta tradición José Joaquín de Olmedo dedicaría poemas a la independencia, siendo el más importante Canto a Bolívar.
En manabí ,  se ha caracterizado por ser también cuna de pensadores y autores que buscaban conservar los valores culturales. Gracias a esto se desarrollaron muchos escritores y además se cultivó el amorfino, es decir coplas orales que se declamaban de manera improcisada. En concreto, en esta región se han desarrollado escritores como Horacio Hidrobo, Hugo Mayo, Vicente Amador Flor y Wilfrido Loor. Vicente Amador fue un importante poeta y el parque central de la ciudad de Portoviejo decidió llevar su nombre para honrar su memoria. Por otra parte, Wilfrido Loor fue un reconocido historiador que dedicó su vida a investigar su provincia. Uno de los escritores más importantes es sin duda Horacio Hidrovo Peñaherrera quien sería hijo de Horacio Hidrovo Velásquez, otro escritor importante para la región. Destacaría por lo prolífico de su obra y dentro de sus composiciones más importantes estarían "La maravillosa sensación de vivir" y "La Montaña".
La literatura afroecuatoriana es sincrética, en algunos hechos culturales se impuso la cultura del colonizador, como en los romances y las décimas y en otros hechos como la música y los bailes, se impuso la cultura afro. La décima esmeraldeña combina diez versos octosílabos lírico-narrativos con rima asonante desde el principio hasta el final. Asimismo, las leyendas de tradición oral, como se ve en el apartado de mitología, tratan el género de lo fantástico y el terror. Entre los principales escritores encontramos a Nelson Estupiñán Bass, Antonio Preciado, Adalberto Ortiz, Argentina Chiriboga, Adalinda Zamora, Juan Montaño y Limber Nazareno.
La Amazonía de Ecuador ha tenido una importancia cultural que se refleja en las constantes referencias que a ella se hace en la literatura. Empezando por la novela Cumandá de Juan León Mera, considerada la primera escrita (aunque sí existen ejemplos anteriores) y que toma lugar en la Amazonía de Ecuador. Además, las constantes referencias de Juan Montalvo a la ciudad de Baños de Agua Santa en sus escritos y su nostalgia mientras vivía en el exilio quedaron en algunas de sus obras.
En las Islas Galápagos entre autores ecuatorianos, una de las obras más destacadas es Más allá de las islas (1980), de la quiteña Alicia Yánez Cossío. En la novela, que mezcla ficción con hechos reales a través del realismo mágico, ocho personas viajan a las islas Galápagos tras escapar de la muerte. Del lado de la poesía, es notorio el Sollozo por Pedro Jara, de Efraín Jara Idrovo, mientras que en la literatura infantil, las Galápagos han sido exploradas por Edna Iturralde en su obra Las islas donde nace la Luna. Otra novela ecuatoriana situada en el archipiélago es Hallado en la grieta (2012), del guayaquileño Jorge Velasco Mackenzie.
En el cine ha sido el escenario de películas como Master and Commander: The Far Side of the World.
En la serie animada X-Men '97, el escondite de Bastion, uno de los villanos principales de la serie se encuentra en las islas Galápagos.

## Arte
Uno de los cuadros más famosos de Ecuador es sin duda "Los Negros de Esmeraldas" que sería pintado por Andrés Sánchez de Gallque en el siglo XVI. Sería entregado al rey Felipe III con el fin de reconocer al reino Zambo de Esmeraldas y al cacique Francisco de Arobe como su legítimo gobernador. Hoy en día se encuentra dentro del Museo del Prado en Madrid. Por otro lado, uno de los pintores contemporáneos más importantes de esta región es Humberto Moré quién además sería escultor y muralista. Formó parte del grupoVAN que estuvo conformado por artistas de la ciudad de Guayaquil de las décadas de 1950 y 1960. Por último en la ciudad de Santo Domingo, que ha experimentado un crecimiento acelerado reciente se empezó a consolidar una cultura importante alrededor del arte, por eso el pintor Milton Morales empezaría la iniciativa llamada ‘Pensamientos desdoblados’ que es una muestra colectiva de pintura donde participan ocho artistas de diferentes provincias del país.
Se llevó a cabo la escuela quiteña de arte, que durante el siglo XVII se especializó en la pintura y el siglo siguiente desarrollaría la escultura teniendo mucha influencia en la escuela payanesa, en esa época dentro de la Audiencia de Quito. Las personas más destacadas fueron Miguel de Santiago y Bernardo de Legarda, desarrollando el arte alrededor de la Virgen de Quito. Esto continuaría durante la república y el arte en parte se secularizaría de la mano de artistas de corte indigenista como Guayasamín y Camilo Egas pero también una rama se mantendría religiosa como sería el caso de Víctor Mideros
Existieron muchos pintores importantes en Guayas. Empezando por Manuel Rendón Seminario quien fue un maestro pintor ecuatoriano y que además es considerado como el responsable de traer el Constructivismo a Latinoamérica. Esto junto al pintor Joaquín Torres García. Fue importante su influencia en las artes plásticas de Ecuador puesto que a partir de la obra de Rendón Seminario nació una nueva tendencia que tendrá muchos seguidores y posteriormente se llamarán el grupo VAN. Esto se debe a que el arte de Rendón representaba una alternativa a la estética dominante de los Andes. Esto permitió aglutinar a artistas principal pero no exclusivamente de la región costa, frente al expresionismo tan común en el arte defendido y difundido por los artistas andinos. Continuando con esta tendencia, la pintora Araceli Gilbert, quien fuera considerada como "la madre de la pintura formalista abstracta en el Ecuador" destacaría como artista figurativa. Tuvo éxito en las expocisiones internacionales de su arte y su obra fue influyente además en el Ecuador. Especialmente alrededor de la obra de Tábara. En definitiva las pinturas de Gilbert serían presentados en Estados Unidos y Europa, durante su vida, convirtiéndose en una importante representante de Ecuador ante el resto del mundo. Además participaría en la Anti-bienal Español Americana que sería organizada por Picasso y también expondría sus cuadros en el Salon des réalités nouvelles. Por último, Enrique Tábara, influenciado por el movimiento constructivista así como por el informalismo español, desarrolló su obra alrededor de lo que llamó constructivismo geométrico. Incluye pintura de caligrafías repetitivas, que conecta con la geometría precolombinas. Sería el líder del grupoVAN que se opondría al realismo social hegemónico de ese tiempo.
Por otro lado, uno de los pintores contemporáneos más importantes de esta provincia de esmeraldas es Humberto Moré quién además sería escultor y muralista. Formó parte del grupoVAN que estuvo conformado por artistas de la ciudad de Guayaquil de las décadas de 1950 y 1960. Por último en la ciudad de Santo Domingo, que ha experimentado un crecimiento acelerado reciente se empezó a consolidar una cultura importante alrededor del arte, por eso el pintor Milton Morales empezaría la iniciativa llamada ‘Pensamientos desdoblados’ que es una muestra colectiva de pintura donde participan ocho artistas de diferentes provincias del país.
El pueblo kichwa de Tigua, ubicado en la región de la Sierra central , es mundialmente conocido por sus pinturas tradicionales sobre lienzos de piel de oveja. Históricamente, el pueblo Tigua ha sido conocido por pintar máscaras y tambores muy decorativos; pintar sobre superficies planas es algo más que una práctica moderna. Hoy en día, las pinturas Tigua se pueden encontrar a la venta en todo Ecuador, particularmente en las zonas turísticas.
Los artistas tigua son famosos por su uso de colores vibrantes y temas simples. La mayoría de las pinturas representan escenas de la vida pastoral, ceremonias religiosas y festivales. El volcán Cotopaxi suele representarse en el paisaje de muchas pinturas, ya que tiene un significado cultural particular en la región.
Respecto al arte, es importante destacar el trabajo de José Pozo Tobar, quien fuera un reconocido artista plástico, que se especializaría en murales y pintura, así como la escultura. De igual forma se debe destacar a Francisco Velásquez Zambrano quien ha sido un importante pintor y ha hecho exposiciones en  prestigiosas salas madrileñas como La Casa de América, distrito del Retiro (donde se junta su obra con la de maestros como Enrique Tábara o Carlos del Toro). En ese mismo país logró ser elegido para poder participar en la gran exposición en el centro de convenciones Ifema de Madrid (donde representa al Ecuador.
En la amazonía, otro ejemplo importante es el museo dedicado al pintor Enrique Mideros en el convento de la catedral de la ciudad. Las constantes referencias políticas a esta región durante el conflicto limítrofe con Perú que se pueden ver por ejemplo en la placa de la Catedral Primada de Quito que dice "Es gloria de Quito el descubrimiento del Río Amazonas" o el mural pintado por Guayasamín en el Palacio de Carondelet han sido recurrentes a lo largo de la historia de ese país.

## Música
En cuanto a la música, en la ciudad de Ibarra y Quito se desarrollaría la música en la época colonial y en la etapa republicana se desarrollarían la mayoría de géneros musicales andinos, ya sea mestizos o indígenas dentro de los que se encuentran: albazo, sanjuanito, capishca. Así como la bomba del valle del chota, un lugar donde los jesuitas tenían cañaverales y hubo trabajo esclavo. 
La música tuvo un desarrollo temprano en la sierra sur y coordillera del cóndor. En el siglo XVIII la catedral vieja de Cuenca fue el lugar donde se desarrollaría el "Tono del niño" un género musical que sería más adelante conocido como "Guamán". Su estructura es ABA en donde se intermedia el tema con un pasacalle (que corresponde a la "B" en la estructura). El pasacalle es un género musical español que fue muy popular del siglo XVIII, y que tiene versos en castellano. Según Miguel P. Juárez estos se podían llevar a cabo de la siguiente manera:
1. Guamán I - Meditación corresponde al estilo de ritmo libre ejecutado en solo en el órgano.
2. Tono de Guamán II - Forma A-B-A-Alternando un Pasacalle en tiempo ternario.
3. Guamán o Tono de Oración III - Forma A-B-A- Alternando un Pasacalle en tiempo binario.

El pasacalle en la música de Ecuador ha tenido una influencia muy importante. Fue junto con el pasillo uno de los géneros musicales preferidos durante la composición, debido a la gran influencia que tuvo la música clásica en Ecuador. Sería a través de estos composoitores clásicos que se harían los pasillos para cada región del país, así como los pasacalles que servirían para poder bailar por su tempo más rápido. Fue pues, en la catedral de Cuenca donde se desarrollaría la composición musical de este género y que junto con la letra que sería en general de inspiración literaria desde cada región de Ecuador que se conformaría el género musical como lo conocemos ahora. En esta región, la música andina también se ha desarrollado con géneros como el capishca. Asimismo, Loja ha sido considerada como cuna de músicos de Ecuador y tiene una cultura en la que es común la interpretación de varios instrumentos en los vecinos de la ciudad
La música en Manabí comparte rasgos con la música del litoral, específicamente de la que se desarrolla alrededor de la cuenca del río guayas, la región 2. Esto quiere decir, una influencia muy fuerte de la música europea y la popularización en el siglo XIX de contradanzas europeas. Además del amorfino, acá es muy popular el alza, el galope, la polca montuvia, el moño montuvio.
Sin embargo de especial mención es el Chigualo. Esta es la celebración manabita tradicional por excelencia que se lleva a cabo en Navidad. Esto incluye bailes de Navidad, juego de rueda y versos de rueda. Para ello se hace uso de los instrumentos típicos de esta región como son la tambora de cuero de saíno, la flauta de caña guadua conocida como flauta montuvia, el güiro de mate (árbol de la región) y en ocasiones las maracas.
La música en esta región de esmeraldas se caracteriza por el uso de la marimba esmeraldeña, que es un instrumento de percusión tradicional de la Provincia de Esmeraldas y que también es interpretada en la Provincia de Santo Domingo de los Tsáchilas. Alrededor de este instrumento se desarrollaron muchos géneros musicales tanto religiosos como seculares que son pieza central dentro de la cultura afroecuatoriana.  En el año 2015 fueron elegidos como Patrimonio Cultural Inmaterial de la Unesco.Está relacionada con las interpretaciones religiosas como en el caso del Arrullo que son cantos dedicados a santos de acuerdo al santoral afroecuatoriano, los Salves y Alabados que son cantos tristes dedicados a la muerte de una persona adulta. También se dedican a un santo o en Semana Santa, y los Chigualos que son canciones dedicadas a niños cuando mueren, como lamento de que no llegaron a la edad adulta.

## Deportes
El fútbol es el deporte más popular del Ecuador, con algunos estadios importantes de más de 30.000 persona. Los deportes como el tenis, atletismo, ciclismo, los deportes acuáticos como navegación a vela y motor también son practicadas por los ecuatorianos 
El fútbol superó a todas las disciplinas en el gusto de los ecuatorianos. Afiliada a la FIFA, la Selección Ecuatoriana de fútbol, participó en 4 mundiales de las cúales su mejor resultado en mundiales es un octavos de final en Alemania 2006. Su mejor resultado en la Copa América fue el cuarto puesto en 1959 y 1993 disputadas en Ecuador.
Otro deportes de desarrollo considerable son la halterofilia, boxeo y natación. El deporte autóctono es la chaza.
En el tenis Andrés Gómez fue campeón del Roland Garros en 1990.
En Halterofilia, Neisi Dajomes obtuvo la medalla de oro en los Juegos Olímpicos de Tokio 2020, una medalla de plata y dos de bronce en el campeonato mundial de halterofilia.
El natación destacó Jorge Delgado
En maratones destacó Jefferson Pérez campeón olímpico de la disciplina. 
En automovilismo destaca Sebastián Guayasamín. 
En ciclismo, destaca Richard Carapaz, en dicha disciplina obtuvo la medalla de oro en los Juegos Olímpicos de Tokio 2020.

## Gastronomía
La gastronomía de Manabí conocida como cocina tradicional manabita es una serie de platos y técnicas culinarias de la provincia homónima. Es el resultado de las tradiciones del pueblo montuvio y cholo del campo del litoral ecuatoriano y gira en torno a la actividad económica de esta región tanto en la parte agropecuaria como pesca, así como también las tradiciones ancestrales que se remontan a etapas precolombinas, como es el caso del horno manabita. Fue declarado el 18 de octubre de 2018 como Patrimonio Cultural Inmaterial de Ecuador.Los platos incluyen: Bollo de pescado, Caldo de torrejas, Caña manaba, Ceviche de spondylus, Ceviche mixto, Cocadas blancas, Corviche, Dulces de Rocafuerte. Hornado manaba, Maduro lampreado, Maní quebrado, Mazamorra choneña, Muchines, Natilla, Salprieta, Seco de gallina criolla, Tonga, Viche.
La cocina ecuatoriana incluyen patacones ( plátanos verdes fritos en aceite , machacados y luego refritos), llapingachos (una bola de papa salteada en sartén ), seco de chivo (un tipo de guiso hecho con cabra ) y fanesca (un tipo de sopa hecha con frijoles , lentejas y maíz ), que se sirve tradicionalmente en Semana Santa. Otros ejemplo incluyen el ceviche de la costa, el churrasco y el encebollado.
En el Guayas el trabajo agroexportador relacionado con las bananas y una gastronomía que se fundamenta en el plátano verde.

## Religión

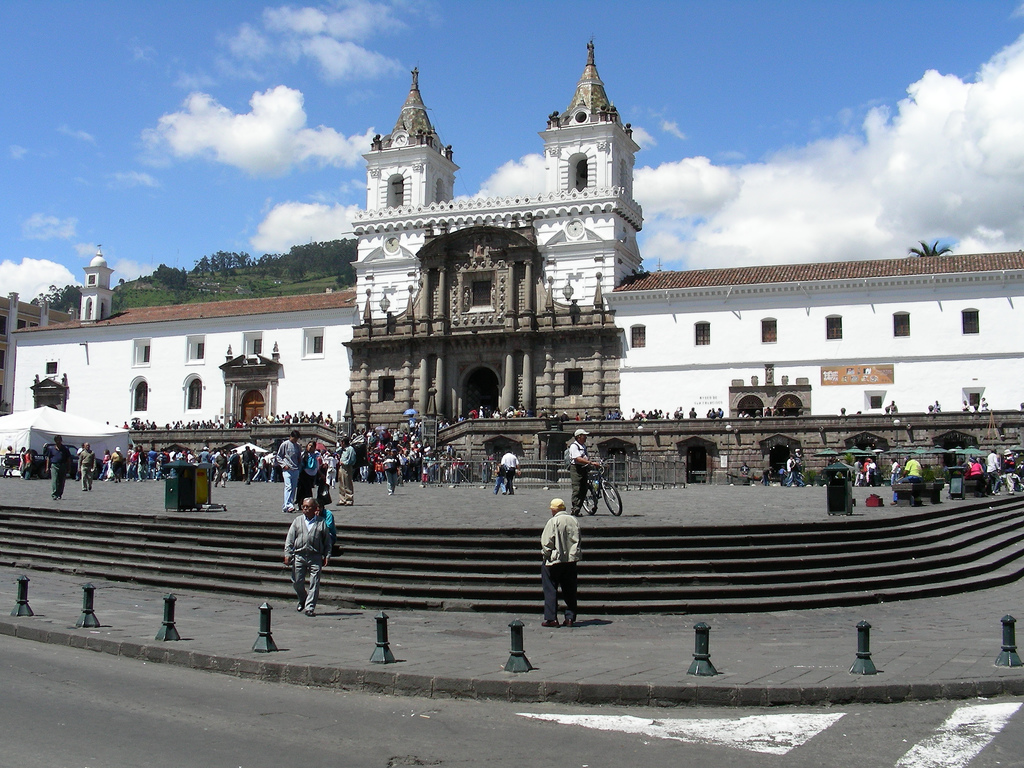
Plaza San Francisco en Quito

En esta región se impulsó el culto a la Virgen de El Quinche, con el fin de evangelizar a los indígenas de los obrajes que se concentraban en esta zona. Aquí también viviría Mariana de Jesús Paredes quien sería canonizada en el siglo XX convirtiéndose así en la primera santa de Ecuador. Fue en general un lugar donde la compañía de Jesús gozó de mucho poder e influencia. Todas las ciudades contaban con iglesias en las plazas centrales. En el campo, la iglesia además era un terrateniente importante. Se construyeron muchas iglesias en la ciudad de Quito como la de San Francisco, San Agustín, La Merced, el Carmen Alto, Sagrario, Catedral de Quito, Iglesia de Nuestra Señora de Guápulo, Iglesia de la Compañía y la Basílica del Voto Nacional, entre otros. En otras ciudades ocurría lo mismo, por ejemplo en Ibarra con La Catedral de Ibarra, Iglesia de San Antonio de Ibarra, Iglesia Santa Catalina de Salinas, la Basílica La Merced. En Riobamba por su parte estarían la Catedral de San Pedro, El Sagrario,Santuario La Concepción del buen Suceso, La Dolorosa, María Auxiliadora, Nuestra Señora de La Merced. En Ambato serían La Catedral de Ambato, la Iglesia Parroquial de Pasa, el Santuario de la Virgen del Tránsito, la Iglesia de Santa Faz, La Providencia de Ambato. Lo mismo en Latacunga con: Catedral de Latacunga , Iglesia de Santo Domingo y la iglesia de San Agustín de Latacunga.
La abundancia de templos religiosos que caracterizó a esta región la hizo conocerse de esta manera en el resto de Latinoamérica, al punto que Bolívar al crear la Gran Colombia afirmó que Quito es un convento

## Ciencia
En la sierra centro-norte se llevó a cabo la misión geodésica francesa, lo que hizo que un siglo más tarde la Real Audiencia de Quito pase a llamarse Ecuador. Esta fue una expedición científica llevada a cabo en los Andes ecuatorianos desde Cuenca hasta Ibarra con el fin de medir la distancia equivalente a un grado de latitud en el Ecuador terrestre. Esta se llevó a cabo en medio de lo que sería la ilustración en Ecuador. El propósito fundamental era comprobar la forma de la Tierra. Otra cosa que es importante mencionar es que la Misión Geodésica fue inicialmente una expedición científica para probar la hipótesis de la forma de la Tierra, sin embargo, dentro de sus mediciones también determinaron la posición de la línea ecuatorial. cuanto a la investigación científica de la amazonía fue importante el médico, geógrafo y arqueólogo Manuel Villavicencio. Sería famoso por levantar el primer mapa de Ecuador desde su independencia, basándose en los trabajos de Maldonado y Humboldt, lo que haría de su trabajo una referencia en el siglo XIX. Además a todo esto desarrollaría su influyente libro titulado "Geografía del Ecuador" que es un tratado donde se consolida la información orográfica, arqueológica, histórica sobre el nuevo país.

## Arquitectura
La única ruina incaíca que no tiene carácter militar es Ingapirca.

## Instituciones culturales
Existen algunas instituciones gubernamentales que se encargan de la cultura en el Ecuador estas son: 
- Casa de la Cultura Ecuatoriana
- Banco Central del Ecuador
- Instituto Nacional de Patrimonio Cultural
- Ministerio de Cultura y Patrimonio de Ecuador